# 손근영
손근영은 대한민국의 SBS의 보도본부 기자이며, 현재 스포츠국장이다.  과거 스포츠부 기자 재직 중에서 SBS 스포츠뉴스의 스포츠월드 코너로 활동했다.